# Buffalo County (Wisconsin)
Das Buffalo County ist ein County im US-amerikanischen Bundesstaat Wisconsin. Im Jahr 2010 hatte das County 13.317 Einwohner und eine Bevölkerungsdichte von 7,5 Einwohnern pro Quadratkilometer. Der Verwaltungssitz (County Seat) ist Alma, das nach dem ukrainischen Fluss Alma benannt wurde.

## Geografie
Das County liegt im Westen Wisconsins, am östlichen Ufer des Mississippi, der die Grenze zu Minnesota bildet. Es hat eine Fläche von 1838 Quadratkilometern, wovon 65 Quadratkilometer Wasserfläche sind. An das Buffalo County grenzen folgende Nachbarcountys: 
|                            | Pepin County              | Eau Claire County  |
| Wabasha County (Minnesota) |                           | Trempealeau County |
|                            | Winona County (Minnesota) |                    |

## Geschichte
Das Buffalo County wurde 1853 aus Teilen des Trempealeau County gebildet. Benannt wurde es nach dem Buffalo River.

## Bevölkerung
Nach der Volkszählung im Jahr 2010 lebten im Buffalo County 13.587 Menschen in 5754 Haushalten. Die Bevölkerungsdichte betrug 78,2 Einwohner pro Quadratkilometer. In den 5754 Haushalten lebten statistisch je 2,34 Personen. 
Ethnisch betrachtet setzte sich die Bevölkerung zusammen aus 98,2 Prozent Weißen, 0,4 Prozent Afroamerikanern, 0,3 Prozent amerikanischen Ureinwohnern, 0,3 Prozent Asiaten sowie aus anderen ethnischen Gruppen; 0,8 Prozent stammten von zwei oder mehr Ethnien ab. Unabhängig von der ethnischen Zugehörigkeit waren 1,9 Prozent der Bevölkerung spanischer oder lateinamerikanischer Abstammung.
21,3 Prozent der Bevölkerung waren unter 18 Jahre alt, 59,7 Prozent waren zwischen 18 und 64 und 19,0 Prozent waren 65 Jahre oder älter. 49,2 Prozent der Bevölkerung war weiblich.

Das jährliche Durchschnittseinkommen eines Haushalts lag bei 46.073 USD. Das Pro-Kopf-Einkommen betrug 23.240 USD. 10,6 Prozent der Einwohner lebten unterhalb der Armutsgrenze.

## Ortschaften im Buffalo County
Citys
- Alma
- Buffalo City
- Fountain City
- Mondovi

Villages
- Cochrane
- Nelson

Census-designated place (CDP)
- Waumandee

Andere Unincorporated Communities
| - Bluff Siding - Cream - Czechville - East Winona - Gilmanton - Glencoe | - Herold - Lookout - Marshland - Maxville - Misha Mokwa - Modena | - Montana - Praag - Tell - Trevino - Urne |

## Gliederung
Das Buffalo County ist neben den vier Citys und zwei Villages in 17 Towns eingeteilt:
| Town              | Einwohner (2010) | FIPS     |
| ----------------- | ---------------- | -------- |
| Town of Alma      | 297              | 55-01250 |
| Town of Belvidere | 396              | 55-06675 |
| Town of Buffalo   | 705              | 55-11025 |
| Town of Canton    | 305              | 55-12500 |
| Town of Cross     | 377              | 55-17737 |
| Town of Dover     | 486              | 55-20575 |

| Town              | Einwohner (2010) | FIPS     |
| ----------------- | ---------------- | -------- |
| Town of Gilmanton | 426              | 55-29225 |
| Town of Glencoe   | 485              | 55-29375 |
| Town of Lincoln   | 162              | 55-44300 |
| Town of Maxville  | 309              | 55-50075 |
| Town of Milton    | 534              | 55-52175 |
| Town of Modena    | 354              | 55-53450 |

| Town              | Einwohner (2010) | FIPS     |
| ----------------- | ---------------- | -------- |
| Town of Mondovi   | 469              | 55-53625 |
| Town of Montana   | 284              | 55-53850 |
| Town of Naples    | 691              | 55-55450 |
| Town of Nelson    | 571              | 55-55975 |
| Town of Waumandee | 472              | 55-84325 |